# Цакана
Драгица Радосављевић (Косовска Митровица, 17. новембар 1957), познатија под сценским именом Цакана, јесте српска певачица народне, изворне и фолк музике. Познате су њене песме: Жубор вода жуборила, Еј, драги, драги, Осећам, Ево ме опет, ево, Доле јужно, Умрећу ти, драги, Леденица, Леп као Бог, Верујем, Лепо провешћу се ноћас, Бела хаљина...

## Биографија
Рођена је 17. новембра 1957. у Косовској Митровици, али се породица сели у Лепосавић, у ком Цакана завршава основу и средњу школу. Током средње школе била је активна рукометашица. У Београд долази на студије Општенародне одбране и заштите, али никад није дипломирала. Још у основној школи важила је за дете које фантастично пева. Прву певачку награду "Златни акорд Косова" освојила је у четрнаестој години. Први албум снимила је 1991. године, а новац за исти обезбедила је певајући као предпевач на наступима проверених звезда, као што је Лепа Лукић. До сада је снимила девет албума.
Мајка је једне ћерке, од које има троје унука. У браку је са адвокатом Небојшом Негићем.

## Дискографија

### Албуми
- 1991. Први глас Србије (ПГП РТБ)
- 1993. Растанак (ПГП РТБ)
- 1994. Цакана (ПГП РТС)
- 1996. Ти си онај који пије (ПГП РТС)
- 1998. Иди, иди (ПГП РТС)
- 2000. Нек' си проклет (ЗАМ)
- 2005. Врата раја (ПГП РТС)
- 2010. Цакана (Гранд продукција)
- 2017. Свитање (ПГП РТС)

### Компилације
- 1993. Цакана

### Синглови
- 2008. Бела хаљина
- 2011. Црни бисер
- 2012. Младо грожђе
- 2014. Леп као Бог
- 2015. Анђео
- 2017. Икона
- 2018. Аурора
- 2019. Кад љубав своју љубав нађе

## Фестивали
- 1996. МЕСАМ - Заљубљена жена
- 1997. Југословенски фестивал народне музике, Беране - Носталгија
- 2006. Златиборска песма - Лепо провешћу се ноћас
- 2007. Фестивал "Драгиша Недовић", Врњачка Бања - Имао, па немао
- 2007. Пјесма Медитерана, Будва - Кључ од љубави (Вече забавне музике)
- 2007. Моравски бисери - Отвори прозоре душе
- 2008. Фестивал "Драгиша Недовић", Врњачка Бања - Бела хаљина, победничка песма
- 2008. Врњачка Бања - Верујем (Вече забавне музике), награда Хит лета
- 2010. Гранд фестивал - Ево ме опет, ево
- 2012. Гранд фестивал - Сама
- 2018. Фестивал "Драгиша Недовић", Крагујевац - Јесил' чуо мили роде
- 2022. Сабор народне музике Србије, Београд, Гошћа ревијалног дела фестивала и добитница Награде националног естрадно - музичког уметника Србије
- 2022. Прилеп фест - Ти ме правиш совршена